# Джексон (округ, Міссурі)
Шаблон:StateAbbr_ 39°01′ пн. ш. 94°20′ зх. д. / 39.01° пн. ш. 94.34° зх. д.
Округ Джексон (англ. Jackson County) — округ (графство) у штаті Міссурі, США. Ідентифікатор округу 29095.

## Історія
Округ утворений 1826 року.

## Демографія
За даними перепису
2000 року
загальне населення округу становило 654880 осіб, зокрема міського населення було 628608, а сільського — 26272.
Серед мешканців округу чоловіків було 315438, а жінок — 339442. В окрузі було 266294 домогосподарства, 166143 родин, які мешкали в 288231 будинках.
Середній розмір родини становив 3,05.
Віковий розподіл населення поданий у таблиці:
| Стать    | До 15 років | 15-21 | 22-29 | 30-39 | 40-49 | 50-65 | 65-85 | Понад 85 |
| -------- | ----------- | ----- | ----- | ----- | ----- | ----- | ----- | -------- |
| Чоловіки | 72311       | 31007 | 36487 | 50595 | 48386 | 44623 | 29368 | 2661     |
| Жінки    | 68892       | 30510 | 38282 | 51050 | 50987 | 49769 | 42124 | 7828     |

## Суміжні округи
- Клей — північ
- Лафаєтт — схід
- Джонсон — південний схід
- Кесс — південь
- Джонсон, Канзас — захід/південний захід
- Ваяндотт, Канзас — захід/північний захід

## Виноски
1. ↑  U.S. Decennial Census. United States Census Bureau. Архів оригіналу за 26 квітня 2015. Процитовано 16 листопада 2014.
2. ↑  Historical Census Browser. University of Virginia Library. Архів оригіналу за 11 серпня 2012. Процитовано 16 листопада 2014.
3. ↑  Population of Counties by Decennial Census: 1900 to 1990. United States Census Bureau. Архів оригіналу за 3 грудня 2014. Процитовано 16 листопада 2014.
4. ↑  Census 2000 PHC-T-4. Ranking Tables for Counties: 1990 and 2000 (PDF). United States Census Bureau. Архів оригіналу (PDF) за 18 грудня 2014. Процитовано 16 листопада 2014.
5. ↑  State & County QuickFacts. United States Census Bureau. Архів оригіналу за 24 червня 2011. Процитовано 9 вересня 2013.(англ.) Наведено за англійською вікіпедією.
6. ↑  American FactFinder. Бюро перепису населення США. Архів оригіналу за 21 травня 2008. Процитовано 31 січня 2008.

| США | Це незавершена стаття з географії США. Ви можете допомогти проєкту, виправивши або дописавши її. |